# 电竞笔记本电脑
电竞笔记本电脑，也称電競筆電、游戏本，指性能较佳，专门定位为游玩大型电子游戏的笔记本电脑，为厂商标示的一种电脑产品级别。电竞笔记本电脑大多是14吋以上的螢幕,体积通常较大，而且大部分电竞笔记本电脑都设计了RGB灯。电竞笔记本电脑大多內建了高階的獨立GPU，以及效能較佳的CPU，螢幕也常採用更新頻率高於60Hz的遊戲屏。

## 另見
- 電子競技
- 電競電腦
- 創作者筆電

## 引用
1. ↑  . Chillblast Learn. 2019-09-05  [2022-05-01]. （原始内容存档于2022-05-09） （美国英语）.